# Glenn Strömberg
Pour les articles homonymes, voir Strömberg.
Glenn Peter Strömberg est un footballeur suédois, né le 5 janvier 1960, à Göteborg.

## Biographie
En tant que milieu de terrain, il fut international suédois à 52 reprises (1982-1990) pour 7 buts.
Il participa à la Coupe du monde de football 1990, en Italie. Il fut titulaire contre le Costa Rica, se prenant un carton jaune, et fut deux fois remplaçant (Brésil et Écosse). 
Alors qu'il fut remplaçant contre l'Écosse, il inscrit un but à la 86e minute, mais insuffisant pour obtenir le match nul (1-2). La Suède terminera dernière de son groupe.
Il joua dans trois clubs : IFK Göteborg, Benfica Lisbonne, Atalanta Bergame. Il remporte le championnat de Suède de football à deux reprises, la Coupe de Suède à trois reprises, un championnat du Portugal de football.
Une Coupe UEFA en 1982 avec IFK Göteborg contre Hambourg SV. Il fut finaliste de la Coupe UEFA en 1983 avec Benfica Lisbonne contre R. SC Anderlecht
Il fut élu meilleur joueur suédois de l'année 1985.

## Palmarès
- Coupe de Suède de football
  - Vainqueur en 1979, en 1982 et en 1983
- Championnat de Suède de football
  - Champion en 1982 et en 1983
  - Vice-champion en 1979 et en 1981
- Coupe UEFA
  - Vainqueur en 1982
  - Finaliste en 1983
- Championnat du Portugal de football
  - Champion en 1984
- Supercoupe du Portugal
  - Finaliste en 1984